# Raphia corax
Raphia corax är en fjärilsart som beskrevs av Max Wilhelm Karl Draudt 1950. Raphia corax ingår i släktet Raphia och familjen nattflyn. Inga underarter finns listade.